# Stefania Carmine
Pour les articles homonymes, voir Carmine.
Stefania Carmine, née le 13 décembre 1966 à Ponte Capriasca, est une coureuse cycliste suisse.

## Palmarès sur route[1]

### Palmarès par années
- 1982
  -  Championne de Suisse sur route
  - 10e du championnat du monde sur route
- 1983
  - Tour de Berne féminin
  - 2e du championnat de Suisse sur route
  - 3e de Vertemate con Minoprio
- 1985
  - 4e étape de Ronde de Norvège
  - 2e du championnat de Suisse sur route
- 1986
  - Trofeo Alfredo Binda-Comune di Cittiglio
  - 3e du championnat de Suisse sur route